# 드로잉 (음악 그룹)
드로잉은 대한민국의 음악 그룹이다. 2021년 싱글 앨범 [Scenario]로 정식 데뷔했다.

## 방송
- 아시안탑밴드 (2020) - 한국 대표 선발전 Top10

## 음반
- Scenario (2021)
- 아직 (2021)
- 시간 (2021)